# Phineas and Ferb Get Busted
At Last, llamado Al Fin en Hispanoamérica, es un episodio de la serie Phineas y Ferb. En el episodio, la madre de Phineas y Ferb finalmente descubre lo que sus hijos hacen mientras ella no está... pero todo termina siendo un sueño de Candace de Perry.

## Frase de Ferb
Después de que Candace menciona que Perry era un agente secreto en su sueño, Ferb dice su frase del día:

Tal vez ese es el motivo por el que desaparece cada día...

Después de decirlo, la familia mira a Perry de forma pensativa, cuando aparecen unos hombres extraños y aparecen los colegas de Perry y el Mayor Monograma diciendo que tienen que reubicarlo pero todo termina siendo un sueño de Perry. Él se despierta, y se da cuenta de que fue solo un sueño y que su identidad sigue secreta.

## Canciones del episodio
En el episodio hay tres canciones:
- Sonidos en el Baño:

Phineas y Ferb son castigados por hacer una cama parecida a una rueda de la fortuna. Su castigo es limpiar el baño. Allí, usando sus cepillos de dientes para limpiar, hacen una linda melodía. Al final, les dicen que no quieren ritmos de funk, a lo que Phineas responde diciendo que él pensaba que era un ritmo de jazz.
- Hermanitos:

Candace extraña a Phineas y Ferb, y en un flashback podemos ver cuando Phineas llegó a la vida de Candace, cuando apareció Ferb y muchos otros momentos juntos. Al final del flashback, vemos que la canción estaba siendo cantada por Stacy.
- Mis Cadenas Son:

Esta canción de protesta se escucha mientras vemos la dura vida de Phineas y Ferb en el reformatorio, donde cada vez que hacen algo divertido (en este caso desenterrar huesos de dinosaurios, hacer una réplica de la Torre Eiffel con cubiertos y hacer pintura abstracta...) los meten en enormes cubos de metal.
| Precedida por El Pescador Volador | Episodio actual | Sucedido por Las carreras de Grecia |

- Datos: Q7186381